# Max Adler
Max Adler (15 de janeiro de 1873, Viena — 28 de junho de 1937, Viena) foi um jurista, político e filósofo social austríaco. Suas teorias foram de importância central para o austromarxismo, corrente de pensamento da qual foi um dos principais representantes, junto com Otto Bauer e Rudolf Hilferding. Ligou o marxismo à tradição filosófica da Alemanha. Irmão de Oskar Adler e Friedrich Adler.